# Лихтенштейн на Паралимпийских играх
Лихтенштейн на Паралимпийских играх впервые приняла участие в 1984 году на летних Играх в Сток-Мандевиле / Нью-Йорке, и с тех пор принимает участие на всех летних Играх (не участвовали в Играх 1996, 2000 годов и с 2008 года по настоящее время). На зимних Играх делегация Лихтенштейна участвовала начиная с Игр 1992 года в Тине / Альбервиле (не участвовали в Играх с 1998 по 2018 годы).
На настоящее время спортсмены Лихтенштейна завоевали на всех Играх в сумме 1 медаль, из них ни одной золотой, все медали завоёваны на зимних Играх.

## Медальный зачёт

### Медали зимних Паралимпийских игр
| Игры                 | Золото         | Серебро        | Бронза         | Всего          | Место          |
| -------------------- | -------------- | -------------- | -------------- | -------------- | -------------- |
| 1992 Тинь/Альбервиль | 0              | 0              | 0              | 0              | —              |
| 1994 Лиллехаммер     | 0              | 0              | 1              | 1              | 22             |
| 1998—2018            | не участвовали | не участвовали | не участвовали | не участвовали | не участвовали |
| 2022 Пекин           | 0              | 0              | 0              | 0              | —              |
| Итого                | 0              | 0              | 0              | 1              |                |